# Zilveren krieltje
Het zilveren krieltje (Paragus pecchiolii) is een vliegensoort uit de familie van de zweefvliegen (Syrphidae). De wetenschappelijke naam van de soort is voor het eerst geldig gepubliceerd in 1857 door Rondani.
De imago’s zijn vooral te vinden op zonnige plaatsen tussen de kruidenvegetatie, laag boven de grond. Ook worden ze in bossen soms zittend op bladeren aangetroffen. Mannetjes vertonen zweefgedrag op enkele decimeters hoogte.
De larve voedt zich met bladluizen op kruiden en struiken van diverse families, waaronder verschillende landbouwgewassen (Goeldlin de Tiefenau 1976, Rojo et al. 2003). 